# Marc Pomponi (edil)
Marc Pomponi (en llatí Marcus Pomponius) va ser un magistrat romà que va viure al segle i aC. Formava part de la gens Pompònia, una gens romana d'origen plebeu.
Va ser edil quan Gai Mari el Jove va ser cònsol l'any 82 aC. Va organitzar uns jocs escènics, on hi va intervenir una actriu anomenada Galèria Copiola que llavors només tenia 12 anys i que va actuar per darrera vegada l'any 9 en uns jocs en honor d'August quan tenia 104 anys.